# فيليب سوبولت
فيليب سوبولت (بالفرنسية: Philippe Soupault)‏ (2 أغسطس 1897 - 12 مارس 1990)، هو كاتب وشاعر وروائي وناقد وناشط سياسي فرنسي. كان ناشطًا في الديادية وأسس لاحقًا الحركة السريالية مع أندريه بريتون. بدأ مع الكتاب بريتون و لويس أراغون في باريس في عام 1919، والذي، بالنسبة للكثيرين، علامات بدايات السريالية.
في ربيع سنة 1919، طبق أندريه بريتون بصحبة فيليب سوبولت تجربة غريبة على الأدب الفرنسي، تجربة تمثلت في الكتابة التلقائية بأربعة أيادي، لكل ما خطر في بالهما وفي روحهما المتعطشة إلى البحث عن شيء آخر يقتحمان به عالما آخرا في الشعر غير المألوف، كتابة تخرج عن نطاق العقلانية، كتابة ملأت خلال ثمان إلى عشر ساعات صفحات كاملة من النصوص اللاشعورية. ثم تواصل بحثهما عن ذهب الأزمنة، لكي تتحول الساعات إلى أيام وأسابيع بل وأشهرا كاملة وصولا إلى إصدار ديوان قلب موازين الحياة الأدبية ليس فقط الفرنسية بل والعالمية أيضا : الحقول المغناطيسية (Les Champs Magnétique)، ذلك هو الديوان الذي صدر عام 1920 والذي شكل الخطوات الأولى في عالم السريالية الغريب.